# Ana Delgado
Ana da Purificação Lara de Abreu Pires Delgado (* 24. Mai 1978) ist eine angolanische Politikerin der Volksbewegung zur Befreiung Angolas (MPLA), die unter anderem seit 2022 Mitglied der Nationalversammlung ist.

## Leben
Ana da Purificação Lara de Abreu Pires Delgado arbeitete zwischen 1996 und 2000 als Sekretärin des Polizeidirektors der Provinz Malanje und absolvierte ein Studium der Erziehungswissenschaften, welches sie mit einem Lizenziat (Licenciatura em Ciências da Educação) beendete, und war im Anschluss als Schullehrerin tätig. Nachdem sie von 2017 bis 2020 Verwaltungsdirektorin der Generaldirektion für Grundschulbildung war, wurde sie 2020 selbst Generaldirektorin für Grundschulbildung. 
Am 16. September 2022 wurde sie für die Volksbewegung zur Befreiung Angolas MPLA (Movimento Popular de Libertação de Angola) im Wahlkreis „Malanje“ Mitglied der Nationalversammlung (Assembleia Nacional) und ist derzeit Mitglied des Ausschusses für Kultur, religiöse Angelegenheiten, soziale Kommunikation, Jugend und Sport.

## Weblink
- Amélia de Jesus Alberto Camunheira Pinto. Nationalversammlung, abgerufen am 18. Mai 2025 (portugiesisch).

| Personendaten    | Personendaten                                                        |
| ---------------- | -------------------------------------------------------------------- |
| NAME             | Delgado, Ana                                                         |
| ALTERNATIVNAMEN  | Delgado, Ana da Purificação Lara de Abreu Pires (vollständiger Name) |
| KURZBESCHREIBUNG | angolanische Politikerin (MPLA)                                      |
| GEBURTSDATUM     | 24. Mai 1978                                                         |